# Cusset (métro de Lyon)
Pour les articles homonymes, voir Cusset (homonymie).
Cusset est une station de métro française de la ligne A du métro de Lyon, située cours Émile-Zola entre les carrefours de la rue du 4 août 1789 et de la rue Pierre Baratin, dans le quartier de Cusset à Villeurbanne.
Elle est mise en service en 1978, lors de l'ouverture à l'exploitation de la ligne A.

## Situation ferroviaire
La station Cusset est située sur la ligne A du métro de Lyon, entre les stations Flachet - Alain Gilles et Laurent Bonnevay - Astroballe.

## Histoire
La station « Cusset » est mise en service le 2 mai 1978, lors de l'ouverture officielle de l'exploitation de la ligne A du métro de Lyon, de la station de Perrache à celle de Laurent Bonnevay - Astroballe.
Elle est construite, comme la ligne, dans un chantier à ciel ouvert cours Émile-Zola entre les carrefours de la rue du 4 août 1789 et de la rue Pierre Baratin. Elle est édifiée suivant le plan général type de cette première ligne, deux voies encadrées par deux quais latéraux de 70 mètres de longueur et larges de 3 mètres chacun, mais elle a la particularité, afin de compenser la pente du terrain, d'avoir ses accès regroupés du côté est de la station et comporte une mezzanine, qui servait aussi à l'origine de passage public souterrain sous le cours Émile-Zola. Il n'y a pas de personnel, des automates permettent l'achat et d'autres le compostage des billets.
En 2001, elle est équipée d'ascenseurs pour les personnes à mobilité réduite, et le 20 juin 2006 des portillons d'accès sont installés dans les entrées.
La décoration a été modifiée à partir des années 1990 : le bandeau-caisson lumineux a abandonné le orange au profit du gris suivi tardivement par les sièges et les mains courantes, passant respectivement du vert pomme et du jaune vif au gris.

## Service des voyageurs

### Accueil
La station compte quatre accès, un par sens depuis l'ouest, du côté nord pour la direction de Vaulx-en-Velin - La Soie et au sud pour la direction Perrache, et deux autres à l'est, des côtés nord et sud, pour les deux directions à la fois, par mezzanine. Elle dispose dans chacun des accès de distributeur automatique de titres de transport et de valideurs couplés avec les portillons d'accès.

### Desserte
Cusset est desservie par toutes les circulations de la ligne.

### Intermodalité
Un arrêt d'autobus du réseau Transports en commun lyonnais (TCL), de la ligne C17, est situé à côté.
Outre les rues et places avoisinantes, elle permet de rejoindre à pied différents sites, notamment : l'église Saint-Athanase de Villeurbanne, le groupe scolaire Ernest Renand, la caserne des pompiers de Cusset, le théâtre de l’Iris, le stade des Iris, le gymnase de Cusset et le parc de la commune de Paris.